# Prescott (Oregon)
Prescott és una població dels Estats Units a l'estat d'Oregon. Segons el cens del 2000 tenia 72 habitants.

## Demografia
Segons el cens del 2000, Prescott tenia 72 habitants, 28 habitatges, i 19 famílies. La densitat de població era de 463,3 habitants per km².
Dels 28 habitatges en un 25% hi vivien nens de menys de 18 anys, en un 50% hi vivien parelles casades, en un 10,7% dones solteres, i en un 28,6% no eren unitats familiars. En el 21,4% dels habitatges hi vivien persones soles el 10,7% de les quals corresponia a persones de 65 anys o més que vivien soles. El nombre mitjà de persones vivint en cada habitatge era de 2,57 i el nombre mitjà de persones que vivien en cada família era de 2,95.
Per edats la població es repartia de la següent manera: un 26,4% tenia menys de 18 anys, un 4,2% entre 18 i 24, un 22,2% entre 25 i 44, un 20,8% de 45 a 60 i un 26,4% 65 anys o més.
L'edat mediana era de 44 anys. Per cada 100 dones de 18 o més anys hi havia 96,3 homes.
La renda mediana per habitatge era de 40.000$ i la renda mediana per família de 41.563$. Els homes tenien una renda mediana de 30.357$ mentre que les dones 28.750$. La renda per capita de la població era de 13.773$. Aproximadament el 13% de les famílies i el 7,4% de la població estaven per davall del llindar de pobresa.

## Poblacions més properes
El següent diagrama mostra les poblacions més properes.